# Beniów
Beniów – dawna wieś, a obecnie część miasta Konina, należąca do dzielnicy Mieczysławów. Składa się głównie z oddalonych od siebie domów jednorodzinnych. Znajduje się w bliskim sąsiedztwie, na północ od Elektrowni "Pątnów".